# Desmodium sericophyllum
Desmodium sericophyllum är en ärtväxtart som beskrevs av Diederich Franz Leonhard von Schlechtendal. Desmodium sericophyllum ingår i släktet Desmodium och familjen ärtväxter. Inga underarter finns listade i Catalogue of Life.